# تپه تلوار
تپه تلوار مربوط به دوران پیش از تاریخ ایران باستان - دوران‌های تاریخی پس از اسلام است و در شهرستان دهگلان، بخش ییلاق، روستای تلوار واقع شده و این اثر در تاریخ ۱۱ مهر ۱۳۸۳ با شمارهٔ ثبت ۱۱۱۶۳ به‌عنوان یکی از آثار ملی ایران به ثبت رسیده است.